# Vice-Premier ministre du Queensland
Le vice-Premier ministre du Queensland est une fonction du gouvernement du Queensland assigné à un ministre responsable dans l’État australien du Queensland. Il occupe la deuxième position derrière le Premier ministre du Queensland réunit en Cabinet, et devient Premier ministre en cas d'absence et d'incapacité de celui-ci. Le vice-Premier ministre peut soit être nommé par le Premier ministre durant le processus de formation du Cabinet, ou par caucus. Durant les périodes de coalition, le leader de la formation partenaire est automatiquement désigné pour ce rôle. Du fait du rôle limité du vice-Premier ministre, il a souvent un porte-feuille additionnel.
Jusqu'en décembre 1974, bien que le rôle avait les mêmes responsabilités que le Premier ministre (notamment durant son absence), celui-ci n'était jamais qualifié ou reconnu comme tel. La première mention du vice-Premier ministre fut dans le Hansard sous le gouvernement Forgan Smith en 1936. Cependant, le terme était déjà d'usage commun dans les journaux dès 1892, lorsqu'un ministre du gouvernement Griffith I fut critiqué pour la façon dont il exerçait la fonction.

## Sources
- (en) Cet article est partiellement ou en totalité issu de l’article de Wikipédia en anglais intitulé « Deputy Premier of Queensland » (voir la liste des auteurs).

## Compléments